# Warra-Nationalpark
Der Warra-Nationalpark ist ein Nationalpark im Nordosten des australischen Bundesstaates New South Wales, 438 km nördlich von Sydney, 37 km südöstlich von Glen Innes und 68 km nordöstlich von Armidale.
Der Park liegt südlich des Henry River und südlich des Sara River. Der Nationalpark befindet sich auf den Osthängen der Great Dividing Range, westlich des Guy-Fawkes-River-Nationalparks. Das Zentrum des Parks wird von einem Granitplateau dominiert, das sich nach Osten über die Grenzen des Parks hinaus fortsetzt. Crown Mountain (1370 m) im Süden und Nightcap Mountain (1372 m) im Norden sind die höchsten Punkte. Der größte Teil des Geländes ist hügelig, aber am Crown Mountain befindet sich ein 300 m hoher, steiler Abbruch. Auwälder, Sümpfe und Heideland, bewachsen mit Eukalyptus und Hartlaubgewächsen, prägen die Landschaft.